# Marek Suchý
Marek Suchý (nascut el 29 de març de 1988) és un futbolista txec que juga com a defensa al Mlada Boleslav.
Ha estat internacional amb la Selecció de futbol de República Txeca. Va formar part del seleccionat txec que va disputar l'Eurocopa 2012, però no hi va jugar cap partit.

## Carrera en clubs
Suchý va ser pujat al primer equip del Slavia l'any 2005. Malgrat ser vinculat amb el Rangers de Glasgow, així com amb equips d'Anglaterra, França i Alemanya durant l'estiu del 2008, finalment va decidir quedar-se en el club de Praga. El 24 de novembre del 2009, va ser cedit a l'Spartak de Moscou per un any, tenint aquest equip una opció de compra per 3,5 milions d'€.

## Internacional

### Seleccions menors
Amb la selecció sub-20 de República Txeca va participar en la Copa Mundial de Futbol Sub-20 de 2007, a la qual van classificar després de caure en les semifinals del Campionat Europeu de la UEFA Sub-19 2006 per 0-1 contra l'Escòcia sub-20. En el torneig, Suchý va jugar 7 partits -tots els que va disputar la seva selecció- i no va convertir gols, però va destacar prou en el torneig com per formar part de l'equip ideal del campionat, on la seva selecció va acabar com sub-campiona en caure en la final per 2-1 davant de l'Argentina.

### Selecció adulta
El seu debut amb la selecció txeca es va produir el 8 d'octubre del 2010, en el partit classificatori per l'Eurocopa 2012 enfront d'Escòcia, al que van vèncer per 1-0. Després, va jugar la següent data davant de Liechtenstein, al que van guanyar de visita per 0-2. Després de disputar els vuit partits corresponents, República Txeca va acabar segona i va haver de jugar una repesca contra Montenegro, que va acabar segon en el grup G. Finalment van aconseguir vèncer a la selecció balcànica en els dos partits -sense la participació de Suchý- i van aconseguir un contingent a l'Eurocopa 2012. Després de diversos mesos, va tornar a jugar una trobada el 26 de maig del 2012, en un partit amistós contra Israel, el qual van guanyar per 2-1. Tres dies més tard, el seleccionador del combinat txec Michal Bílek, va decidir convocar a Suchý dins dels vint-i-tres jugadors que disputarien el torneig jugat a Ucraïna i Polònia. En el torneig el futbolista no va jugar cap partit, i la seva selecció va arribar fins als quarts de final, instància on Portugal, amb solitari tant de Cristiano Ronaldo, va aconseguir el pas a les semifinals.

## Palmarès (2)

### Campionats estatals (2)
| Títol           | Club         | País    | Any     |
| --------------- | ------------ | ------- | ------- |
| Gambrinus lliga | Slavia Praga | Txèquia | 2007-08 |
| Gambrinus lliga | Slavia Praga | Txèquia | 2008-09 |

### Distincions individuals (2)
| Distinció                                                         | Any  |
| ----------------------------------------------------------------- | ---- |
| Pilota d'Or de la República Txeca a la Revelació de l'any         | 2006 |
| Part de l'equip ideal de la Copa Mundial de Futbol Sub-20 de 2007 | 2007 |

## Clubs
| Club              | País    | Any                |
| ----------------- | ------- | ------------------ |
| Slavia Praga      | Txèquia | 2005 - 2008        |
| Spartak de Moscou | Rússia  | 2008 - 2014        |
| FC Basel          | Suïssa  | 2014 - Actualitat. |